# 歩兵第86連隊
歩兵第86連隊（ほへいだい86れんたい、歩兵第八十六聯隊）は、大日本帝国陸軍の連隊のひとつ。

## 沿革
- 1938年（昭和13年）

7月14日 - 軍旗拝受
8月13日 - 編成完結、会寧などに所在した連隊隷下部隊は仁川港で合流すべく移動を開始
8月22日 - 上海に上陸、各大隊はそれぞれの指定地区の警備にあたる
- 1939年（昭和14年）12月27日 - 警備交代のため杭州に移動し同地の警備に就く
- 1942年（昭和17年）5月 - 浙贛作戦に参加
- 1944年（昭和19年）

6月24日 - 広東省へ向かうため輸送船団に乗船、移動間にアメリカ海軍潜水艦の魚雷攻撃を受け輸送船3隻が沈没
7月5日 - 九龍に上陸
9月 - 湘桂作戦に参加
- 1945年（昭和20年）

3月 - 師団が第38軍隷下となったため、華南から仏印ドンタンを経てテイエンに移動
7月 - ハノイに集結、タイに移駐
8月 - 終戦、ラオスサバナケットに移動し軍旗奉焼

## 歴代連隊長
| 代 | 氏名       | 在任期間    | 備考 |
| -- | ---------- | ----------- | ---- |
| 1  | 松田巌     | 1938.7.15 - |      |
| 2  | 真田穣一郎 | 1939.8.1 -  |      |
| 3  | 古賀龍一   | 1940.8.1 -  |      |
| 末 | 中川紀士郎 | 1943.8.2 -  |      |